# Водянка
Водянка (Empetrum) — рід вічнозелених низькорослих чагарників родини вересових з листками, схожими на хвою. Поширені в Північній півкулі та Південній Америці. Використовуються як декоративна рослина.